# СРСР на літніх Олімпійських іграх 1980
Команду СРСР, яка виступила на літніх Олімпійських іграх 1980 року, представляли 514 спортсменів. Спортсмени збірної Радянського Союзу брали участь у змаганнях з 21 виду, отримавши всього 195 медалей, з них золотих: 80, срібних: 69 і бронзових: 46 (ставши 1-й у медальному заліку). 
Прапороносцем збірної на церемонії відкриття був Микола Балбошін. Олімпійські ігри в Москві є найуспішнішими в історії радянського спорту. Було завойовано 80 золотих медалей в 19 видах спорту. Радянські спортсмени виграли медалі у всіх видах програми, що є унікальним досягненням. Найкращих результатів в історії домоглися легкоатлети (15 золотих), плавці (8), кіннотники (3), стрибуни у воду (2), п'ятиборці (2), волейболісти (2), стрільці-лучники, які виграли в Москві єдине до теперішнього дня золото, і збірні з хокею на траві (чоловіча і жіноча), для яких бронза Московських ігор є єдиною в історії медаллю і донині. Блискуче виступили представники й інших дисциплін, що входили до програми ігор. Героями стали гімнасти Олександр Дитятин, весляр Володимир Парфенович, плавець Володимир Сальников, що завоювали по 3 золоті медалі, гімнасти Микола Андріанов, Олександр Ткачов, Олена Давидова, Наталія Шапошникова, Неллі Кім, плавець Сергій Копляков, фехтувальник Віктор Кровопусков, п'ятиборець Анатолій Старостін, легкоатлет Віктор Маркін і весляр Сергій Чухрай, що виграли по 2 золоті медалі. Дворазовими олімпійськими чемпіонами в Москві стали фехтувальник Бурцев, гімнасти Ткачов, Давидова, Шапошникова, Філатова, п'ятиборці Старостін і Ледньов, плавець Копляков, легкоатлети Маркнн, Сєдих, весляр-байдарочник Чухрай, гандболістки Тімошініна, Карлова, Турчина, Кочергіна, Порадник, Бережна, ватерполісти Кабанов, Баркалов і Собченко, борці Колчинський і Андієва, баскетболістки Рупшене, Коростельова, Овечкіна, Ольхова, Семенова, Ферябнікова, Сухарнова і Надирова. Триразовими олімпійськими чемпіонами стали фехтувальник Назлимов, гімнаст Дитятин, плавець Володимир Сальников, яхтсмен Манкін, легкоатлетка Казанкина, веслярі Парфенович і Чухрай. Чотирикратними олімпійськими чемпіонами стали фехтувальники Кровопусков і Сидяк. Гімнастка Неллі Кім стала в Москві п'ятикратної олімпійською чемпіонкою. Гімнаст Микола Андріанов завоював свої шосту і сьому золоту медалі олімпійських ігор.

## Українські медалісти

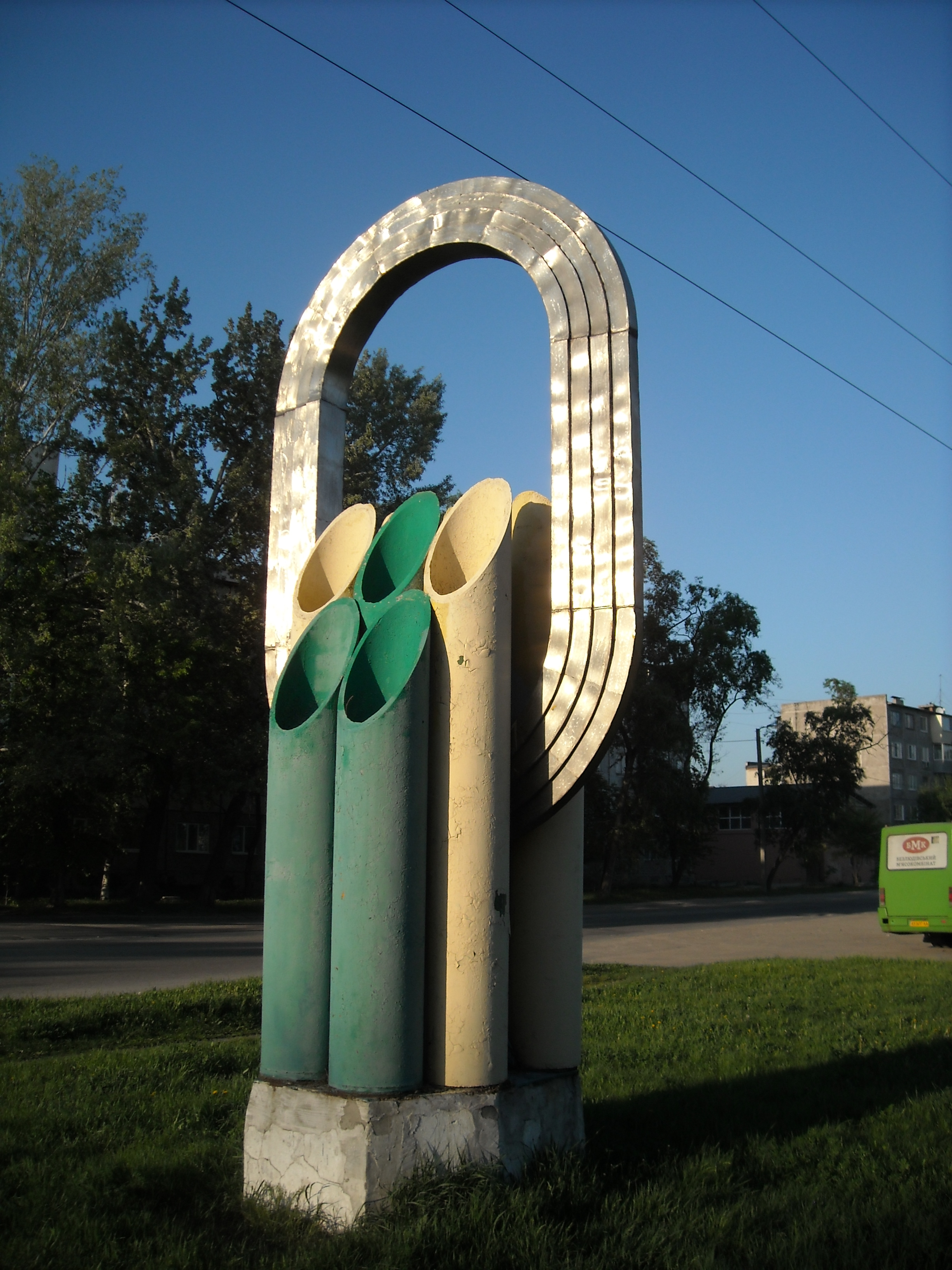
Пам'ятник поблизу входу до Основ'янського озера (Харків, Основ'янський район, Основа, присвячений Олімпійським іграм 1980 року

Українські спортсмени брали участь в Олімпіаді у складі збірної СРСР. Олімпійськими чемпіонами стали:
- Баркалов Олексій — водне поло
- Бєлоглазов Анатолій — вільна боротьба (52 кг)
- Бєлоглазов Сергій — вільна боротьба (57 кг)
- Бураков Віктор — легка атлетика (біг, естафета 4×400м)
- Захарова Стелла — спортивна гімнастика (командний залік)
- Зюськова Ніна — легка атлетика (біг, естафета 4×00 м)
- Кисельов Володимир — легка атлетика (штовхання ядра)
- Колчинський Олександр — греко-римська боротьба (понад 100 кг)
- Красюк Сергій — плавання (естафета 4×200 м вільним стилем)
- Кривов Валерій — волейбол
- Лащонов Федір — волейбол
- Лєдньов Павло — сучасне п'ятиборство (командні змагання)
- Макуц Богдан — спортивна гімнастика (командний залік)
- Манкін Валентин — вітрильний спорт (клас «Зірковий»)
- Мате Ілля — вільна боротьба (100 кг)
- Місевич Віра — кінний спорт (командні змагання з виїздки)
- Мовчан Валерій — велоспорт (трек, гонка переслідування, 4000 м)
- Олізаренко Надія — легка атлетика (біг на 800 м)
- Панченко Юрій — волейбол
- Погановський Віктор — кінний спорт (командні змагання з подолання перешкод)
- Пострєхін Сергій — веслування на каное-двійці
- Присєкін Юрій — плавання (естафета 4×200 м вільним стилем)
- Пророченко Тетяна — легка атлетика (біг, естафета 4×400 м)
- Рахманов Султанбай — важка атлетика (2-га важка вага)
- Сєдих Юрій — легка атлетика (метання молота)
- Сидоренко Олександр — плавання (400 м, комплексне плавання)
- Смирнов Володимир Вікторович — фехтування (рапіра)
- Ткаченко Надія — легка атлетика (п'ятиборство)
- Терьошина Олена — академічне веслування у складі вісімки
- Фесенко Сергій — плавання (200 м, батерфляй)
- Чухрай Сергій — веслування на байдарці-двійці (500 м і 1000 м)
- У складі жіночої збірної СРСР з гандболу 10 з 14 гандболісток були з Української РСР:
  - Зубарєва Ольга, Карлова Лариса, Кочергіна Тетяна, Лук'яненко Наталія, Лутаєва Валентина, Пальчикова Ірина, Одинокова Любов, Порадник Людмила, Тимошкіна Наталія, Турчина Зінаїда. Головний тренер — Турчин Ігор.

Срібні нагороди у складі чоловічої збірної з гандболу виграли: Михайло Іщенко, Сергій Кушнірюк, Микола Томін. Головний тренер — Анатолій Євтушенко.
Срібну нагороду здобув Савченко Віктор Григорович — бокс, вагова категорія до 75 кг.
Бронзову нагороду здобув Юрченко Василь Петрович — каное-двійка, дистанція 1000 м.
Збірна СРСР з футболу зайняла на Іграх третє місце. Бронзові нагороди Олімпіади виграли українські футболісти: Сергій Шавло, Сергій Андрєєв, Володимир Безсонов, Володимир Пільгуй, Сергій Балтача.